# Capparis urophylla
Capparis urophylla är en kaprisväxtart som beskrevs av F. Chun. Capparis urophylla ingår i släktet Capparis och familjen kaprisväxter. Inga underarter finns listade i Catalogue of Life.